# Соня Кристи
Соня Кристи (лат. Graphiurus christyi) — вид грызунов из рода африканские сони семейства соневых. Видовое название дано в честь первооткрывателя Катберта Кристи (Cuthbert Christy; 1863—1932). Представители вида распространёны в Камеруне и Демократической Республике Конго. Естественная среда обитания — субтропические или тропические влажные низменные леса.